# Ілсивет Хараман
Ілсиве́т Харама́н (грец. Ιλςιβέτ Χαραμάν) — румейська народна поетка, яка жила в середині XIX століття.
Найстаріша з відомих румейських укладачів пісень. Донька Філіпа Харамана з села Сартани (тепер селище Кальміуського району міста Маріуполя Донецької області). Була дружиною якогось Ф. Шпака з того ж села. Точні дати її життя невідомі.
Єдиний її твір, що вцілів, — це пісня «Про Йоркаса», в якій описуються події шістдесятих років XIX століття. Пісня має всі ознаки тодішньої народної творчості; розмір семискладовий з двома нерегулярними наголосами, рими немає.
Кримінальна історія, яка лягла в основу сюжету пісні, є така. Під час голоду троє мешканців Сартани поїхали по хліб до місцевості вище гирла Дону. Дорогою вони перетнулися з державною поштою, яка, як виявилося, везла гроші. Поштарі пиячили по шинках і якось загубили валізу з грішми, а його підібрали сартанські заробітчани, частину забрали собі, а решту сховали в скирті. Гроші були нерозрізані, у формі довгих паперових стрічок, і сартанці їх рвали на частини (багато й попсували). Загальна сума становила нібито 170 тисяч карбованців. Закуповуючи хліб, вони розраховувалися цими грішми, а на питання відповідали, що отримали їх від продажу биків. На зворотному шляху були затримані поліцією й обшукані, але грошей в них не знайшли. Забравши гроші зі сховку, повернулися до Сартани, де почали пити, гуляти, роздавати гроші родичам і хвалитися. Отже, на них донесли. Невдовзі всіх трьох було заарештовано й відправлено до в’язниці в Новочеркаську. Там їх протримали три роки; за цей час один з них, Йоркас Дранґа, герой пісні, помер, а двоє інших (Андреяс Мамай та Стифанс Чиркез) повернулися.
Про химерну долю цих грошей було ще багато переказів, що побутували в Сартані довгий час: як їх губили й знаходили, як ними нехтували й розкидалися (деякі епізоди нагадують потлач північноамериканських індіанців).